# Мухин, Евгений Иванович
Евгений Иванович Мухин  (22 июня 1940, Юрьев-Польский, Владимирская область — 4 октября 2021, Кинешма, Ивановская область) — заслуженный тренер России, тренер-преподаватель по лёгкой атлетике. Звание «Почётный гражданин города Кинешмы» присвоено решением Кинешемской городской Думы пятого созыва № 23/206 от 25 мая 2011 года.

## Биография
Евгений Иванович окончил Ивановский государственный педагогический университет им. Д. А. Фурманова по специальности тренер-преподаватель.
Мухин Е. И. начал свою профессиональную деятельность в 1966 году. С 1966 по 1975 годы работал тренером-преподавателем ДСШ ГОРОНО города Кинешмы. С 1975 по 1987 годы работал тренером-преподавателем по лёгкой атлетике в детской спортивной школе и ДСО «Труд». В 1987 году переведён на должность тренера-преподавателя по лёгкой атлетике в ДЮСШ «Заветы Ильича». В 1988 году переведён на должность старшего тренера-преподавателя по лёгкой атлетике. С 1993 года по 5 декабря 2002 года работал старшим тренером-преподавателем по лёгкой атлетике СДЮШОР ГОРОНО.
Воспитал сильнейших прыгунов в высоту. Евгений Иванович Мухин достиг наивысшего результата, подготовив олимпийского чемпиона по прыжкам в высоту Сергея Клюгина, а также призёра первенства мира среди молодёжи, победителя чемпионата России по прыжкам в высоту Сергея Мудрова.
4 октября 2021 года тело Евгения Мухина в собственной квартире обнаружили сотрудники полиции. Их вызвали родственники тренера, с которыми он перестал выходить на связь.
Был женат, имел сына-доктора наук, профессора математики.

## Награды и звания
- Заслуженный тренер России

- Почётный гражданин города Кинешмы (2011)